# Suchdol (okres Kutná Hora)
Suchdol (německy Suchdol) je městys v okrese Kutná Hora ve Středočeském kraji. Leží asi sedm kilometrů západně od Kutné Hory. Žije v něm přibližně 1 100 obyvatel. Součástí městyse jsou i vesnice Dobřeň, Malenovice, Solopysky a Vysoká.

## Historie
První písemná zmínka o obci pochází z roku 1257. Dne 15. března 2012 byl obci obnoven status městyse.
V obci Suchdol u Kutné Hory (přísl. Vysoká, 704 obyvatel, poštovní úřad, telegrafní úřad, telefonní úřad, četnická stanice, katol. kostel) byly v roce 1932 evidovány tyto živnosti a obchody: cihelna, obchod s dobytkem, elektrický podnik, družstvo pro rozvod elektrické energie, holič, 2 hostince, kolář, 2 kováři, 2 krejčí, obchod s obuví Baťa, 4 obuvníci, pekař, 8 rolníků, 2 řezníci, sadař, sedlář, skladiště hospodářského družstva, 2 obchody se smíšeným zbožím, spořitelní a záložní spolek, 2 švadleny, tesařský mistr, trafika, 2 truhláři, zámečník.
V obci Dobřeň (390 obyvatel, samostatná obec se později stala součástí Suchdolu) byly v roce 1932 evidovány tyto živnosti a obchody: autodoprava, družstvo pro rozvod elektrické energie v Dobřeni, holič, hospodářské družstvo Svépomoc, 2 hostince, 2 koláři, kovář, krejčí, 2 meliorační družstva, 2 obuvníci, 8 rolníků, řezník, 2 obchody se smíšeným zbožím, šrotovník, trafika, truhlář.
V obci Malenovice (135 obyvatel, samostatná obec se později stala součástí Suchdolu) byly v roce 1932 evidovány tyto živnosti a obchody: družstvo pro rozvod elektrické energie v Malenovicích, hostinec, krejčí, obuvník, 6 rolníků, obchod se smíšeným zbožím, trafika.
V obci Solopysky (přísl. Kuvald, 298 obyvatel, katol. kostel, sbor dobrovolných hasičů, samostatná obec se později stala součástí Suchdolu) byly v roce 1932 evidovány tyto živnosti a obchody: autobusový dopravce, obchod s dobytkem, družstvo pro rozvod elektrické energie v  Solopyskách, 2 hostince, kapelník, 2 kováři, krejčí, vodní meliorační družstvo, 4 rolníci, 2 řezníci, 3 obchody se smíšeným zbožím, spořitelní a záložní spolek pro Solopysky, trafika.

## Obyvatelstvo
| Rok            | 1869  | 1880  | 1890  | 1900  | 1910  | 1921  | 1930  | 1950  | 1961  | 1970  | 1980  | 1991  | 2001  | 2011  | 2021  |
| -------------- | ----- | ----- | ----- | ----- | ----- | ----- | ----- | ----- | ----- | ----- | ----- | ----- | ----- | ----- | ----- |
| Počet obyvatel | 1 493 | 1 585 | 1 580 | 1 551 | 1 520 | 1 518 | 1 518 | 1 160 | 1 129 | 1 072 | 1 065 | 1 039 | 1 048 | 1 098 | 1 072 |
| Počet domů     | 204   | 212   | 218   | 228   | 244   | 256   | 316   | 328   | 313   | 306   | 319   | 368   | 405   | 434   | 447   |

## Správa městyse

### Územněsprávní začlenění
Dějiny územněsprávního začleňování zahrnují období od roku 1850 do současnosti. V chronologickém přehledu je uvedena územně administrativní příslušnost obce v roce, kdy ke změně došlo:
- do 1849 země česká, kraj Čáslav, soudní okres Kutná Hora
- 1850 země česká, kraj Pardubice, politický i soudní okres Kutná Hora[11]
- 1855 země česká, kraj Čáslav, soudní okres Kutná Hora
- 1868 země česká, politický i soudní okres Kutná Hora
- 1939 země česká, Oberlandrat Kolín, politický i soudní okres Kutná Hora[12]
- 1942 země česká, Oberlandrat Praha, politický i soudní okres Kutná Hora[13]
- 1945 země česká, správní i soudní okres Kutná Hora[14]
- 1949 Pražský kraj, okres Kutná Hora[15]
- 1960 Středočeský kraj, okres Kutná Hora
- 2003 Středočeský kraj, obec s rozšířenou působností Kutná Hora

### Symboly městyse
Znak městyse je historický, vlajka byla městysi udělena rozhodnutím předsedkyně Poslanecké sněmovny Parlamentu České republiky dne 18. května 2012.

## Doprava
Územím obce prochází silnice I/2 v úseku Říčany – Suchdol – Kutná Hora. Dále tudy vedou silnice III. třídy:
- III/12535 Rozkoš - III/12550
- III/12536 Červený Hrádek - Solopysky - Rozkoš
- III/12542 Chotouchov - Dobřeň - Karlov t. Doubrava
- III/12550 Opatovice - Vysoká - Karlov t. Doubrava
- III/33344 Těšínky - Malenovice - Solopysky
- III/33345 Suchdol - Ratboř
- III/33347 Suchdol - Dobřeň
- III/33349 Suchdol - Vysoká - Mezholezy

Železniční trať ani stanice na území obce nejsou. Z obce jezdily v pracovních dnech roku 2011 autobusové linky např. do těchto cílů: Bečváry, Kácov, Kolín, Kostelec nad Černými lesy, Kutná Hora, Praha, Říčany, Uhlířské Janovice.

## Pamětihodnosti
- Suchdolský zámek na návsi vznikl renesanční přestavbou tvrze ze 14. století a slouží jako sídlo obecního úřadu.
- Kostel svaté Markéty Antiochijské – původně gotický kostel ze 14. století přestavěn barokně
- Socha svaté Markéty
- Fara (čp. 36)
- Sýpka (u čp. 110)
- Venkovská usedlost čp. 2

## Galerie

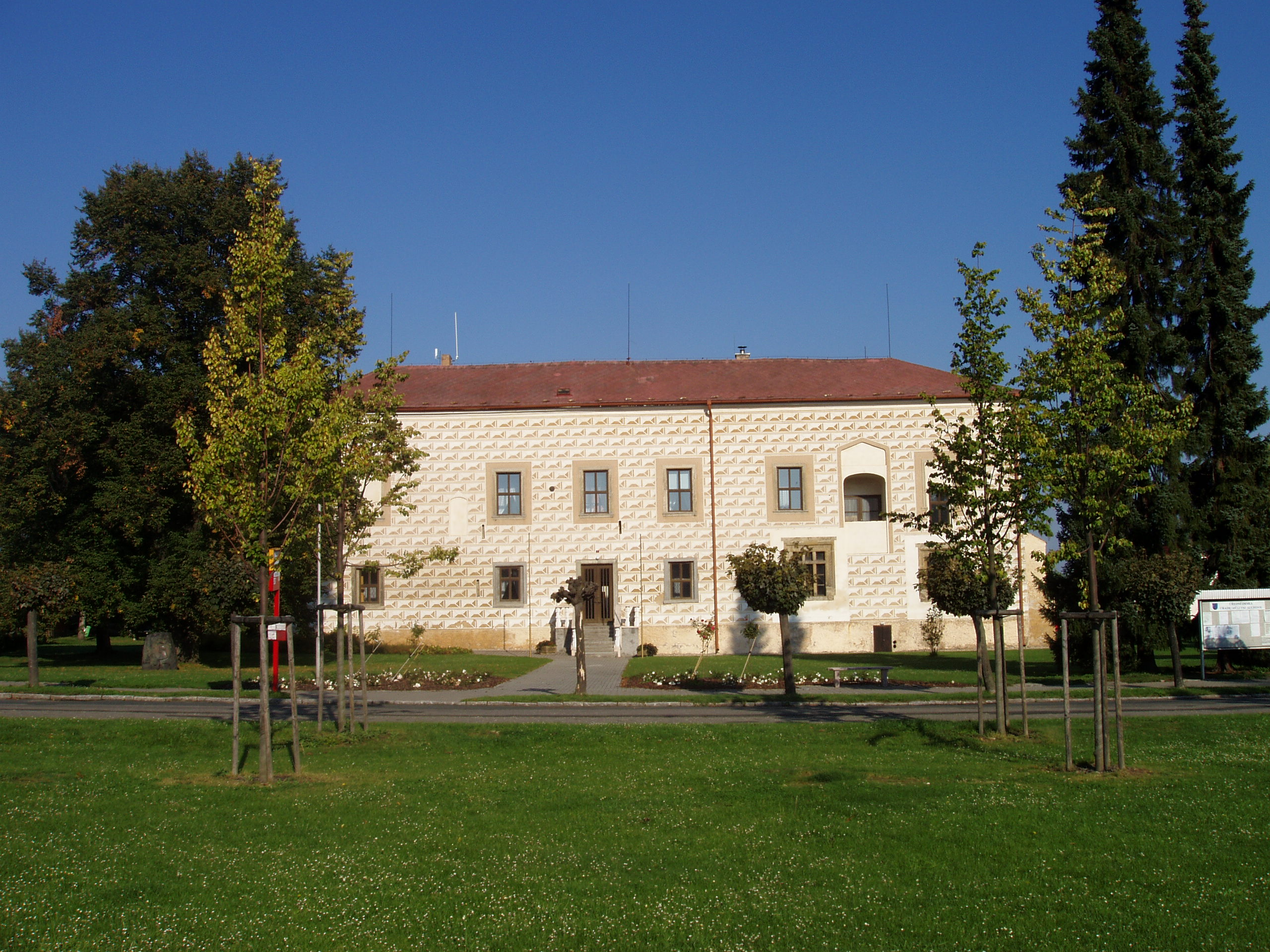
Zámek
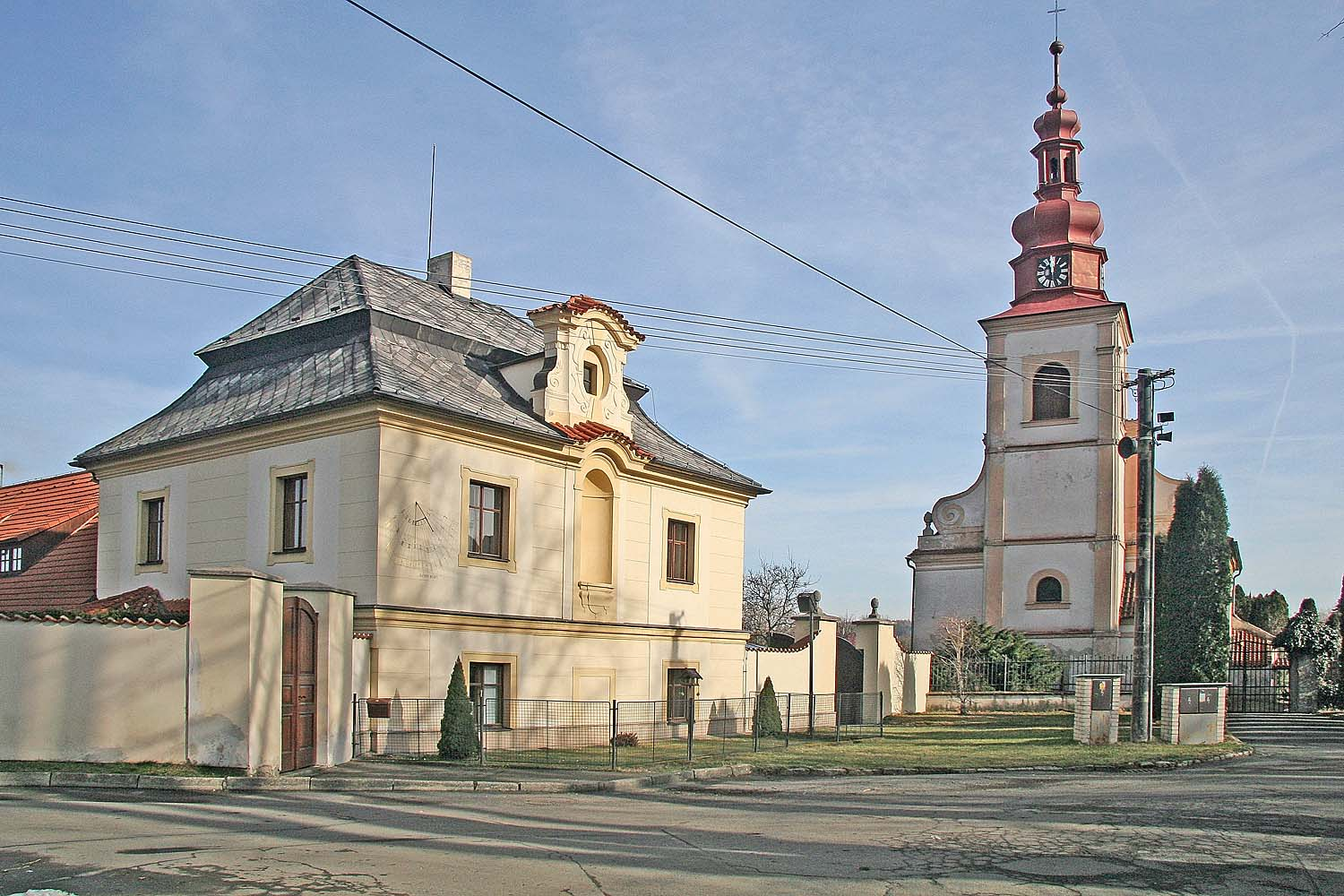
Kostel svaté Markéty
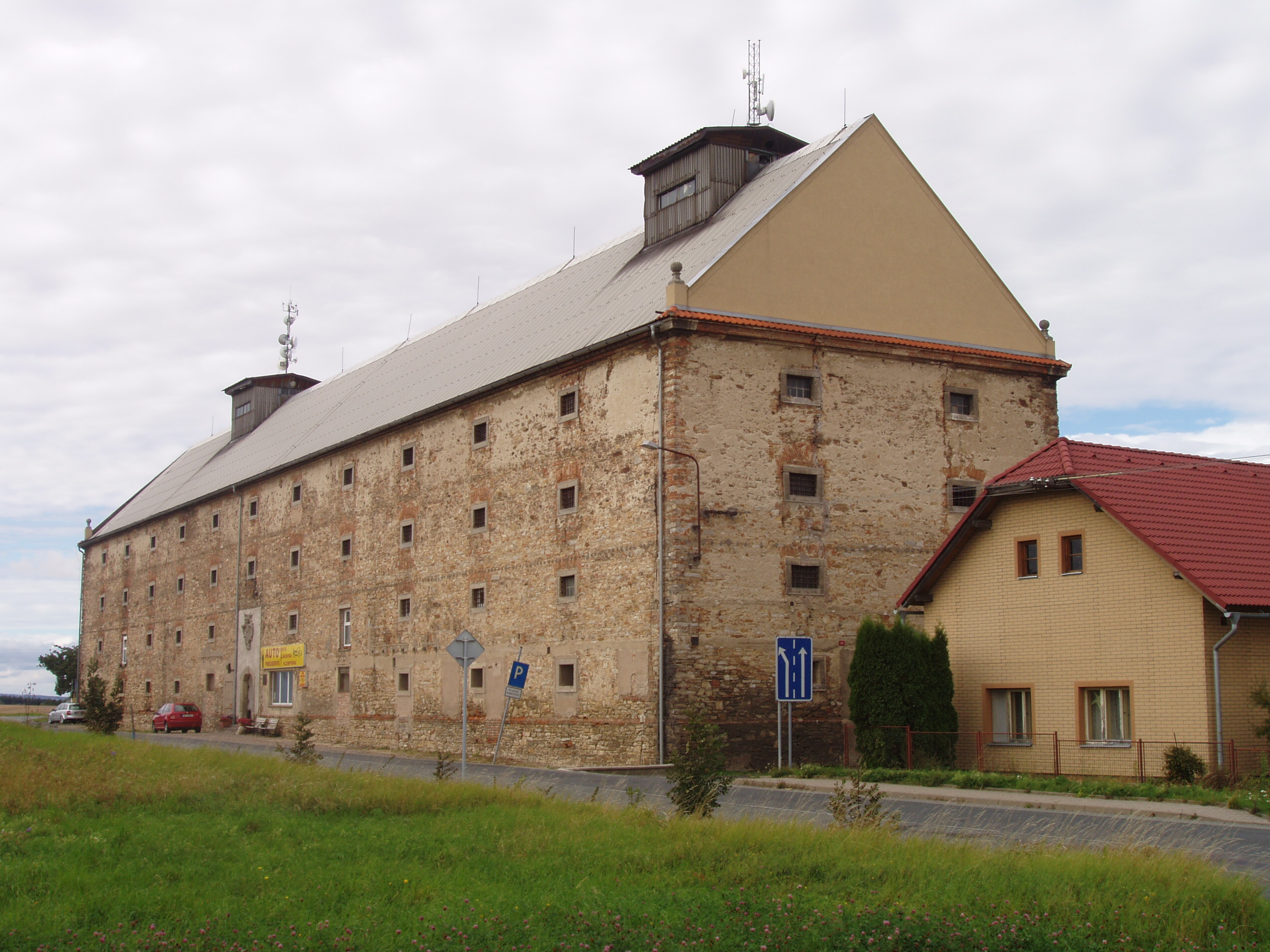
Sýpka
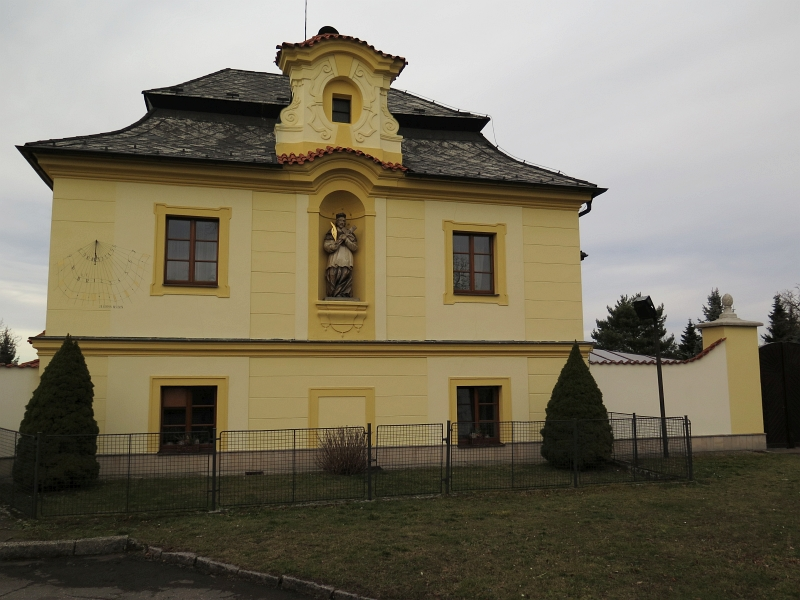
Usedlost čp. 2
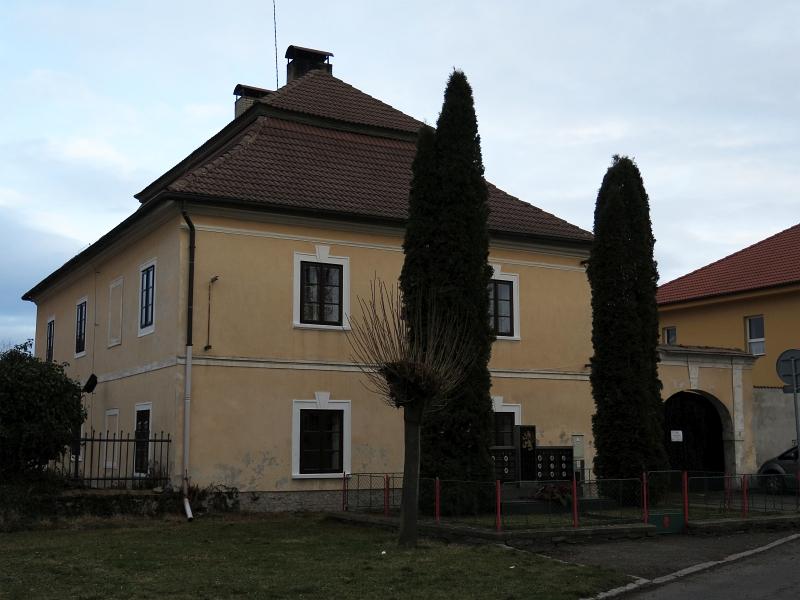
Fara